# Roger de Andria

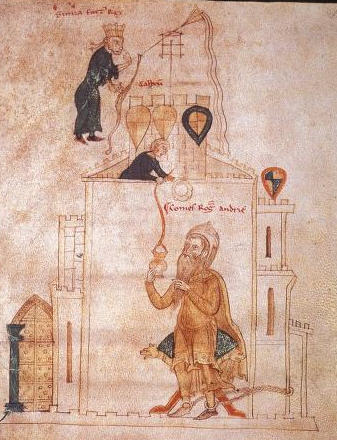
Tancred, descris ca o maimuță, se bucură de captivitatea lui Roger de Andria, dușmanul său principal, conform miniaturii din Liber ad honorem Augusti a poetului Petru de Eboli (1196).

Roger (d. 1190) a fost un nobil normand din sudul Italiei, devenit conte de Andria și mare șambelan în Regatul Siciliei, ajungînd chiar pretendent la tronul regatului după moartea regelui Guillaume al II-lea din 1189. S-a resupus că Roger ar fi fost strănepotul lui Drogo de Hauteville, însă nu există vreo evidență în acest sens.
În 1177, alături de arhiepiscopul Romuald Guarna de Salerno, Roger a fost trimis de către regele Guillaume să participe la negocierile de la Veneția care au urmat înfrîngerii de la Legnano a împăratului romano-german Frederic I Barbarossa, o victorie a Ligii Lombarde, la care participase și Roger, alături de orașele italiene și de papalitate. Cei doi trimiși sicilieni au participat la Tratatul de la Veneția.
Roger a rezistat inițial în fața pretențiilor lui Tancred de Lecce față de cele ale Constanței, fiica fostului rege Roger al II-lea și soția împăratului Henric al VI-lea de Hohenstaufen, fiul lui Barbarossa, deși chiar și el însuși emitea pretenții asupra tronului. El avea de partea sa mulți dintre baronii din peninsulă, însă cancelarul lui Tancred de Lecce, Matei de Ajello, răspândise zvonuri sordide despre viața sa privată, iar sprijinul de care se bucurase contele de Andria s-a erodat rapid. Roger s-a alăturat contelui Richard de Carinola și lui Henric Testa, mareșalul lui Henric al VI-lea, și a invadat Apulia. Ei au capturat Corneto, însă la asediul asupra Ariano, contele Richard de Acerra l-a atras în capcană pe Roger, capturându-l (1190) și executându-l la puțină vreme după aceea.